# Curva de Kuznets

Curva de kuznets.

La curva de Kuznets es una representación gráfica de una hipótesis planteada por Simon Kuznets (de la hipótesis de Kuznets) consistente en que, los países pobres serían, en un principio, igualitarios; embargo, a medida que se van desarrollando, el ingreso se concentra y la distribución del ingreso empeora. Luego, con el desarrollo posterior, vuelve a ser igualitario y dicha desigualdad se nivela.

## Explicación
Una de las hipótesis acerca de por qué ocurre esto establece que en las etapas iniciales del desarrollo, cuando la inversión en capital físico es el mecanismo principal para el crecimiento económico, la desigualdad es lo que incentiva el crecimiento al estar localizando recursos hacia aquellos que más han ahorrado e invertido. 
En contraste, en países más maduros a nivel de desarrollo, la adquisición de capital humano, o un costo estimado en el que se ha incurrido, pero aún no se ha pagado, toma el lugar del capital físico como la mayor fuente de crecimiento. En consecuencia, el crecimiento de la desigualdad se vuelve más lento
Ya que hace que baje el nivel de formación dado que la gente de escasos recursos no tendrá forma de financiar su educación en mercados imperfectos de crédito.
Los diagramas de la curva de Kuznets presentan forma de U invertida. Las variables son la desigualdad o el Coeficiente de Gini en el eje Y y el desarrollo económico o tiempo o ingreso per cápita en el eje X.

## Críticas
La conclusión de Kuznets de que la desigualdad debe incrementarse antes de decrecer, descansa sobre bases poco firmes, en el caso de los datos transversales. La forma de U invertida en la curva no proviene de una progresión en el desarrollo de los países, sino más bien de diferencias históricas entre países pobres y ricos. En el conjunto de datos usados por Kuznets, muchos de los países de renta media estaban en América Latina, una región caracterizada históricamente por altos niveles de desigualdad. Cuando se controla esta variable en la regresión, la curva en forma de U invertida desaparece.
Al tratar de dar cuenta de los cambios históricos, el trabajo David Lempert a principios de la década de 1980 introdujo una dimensión temporal y una dimensión política en la curva, mostrando como la población y la política económica interaccionan con la desigualdad económica con el tiempo, llevando o bien a una estabilidad a largo plazo o a un colapso. Este modelo neo-maltusiano incorpora el trabajo de Kuznets, y en él subyace un modelo helicoidal de la relación a lo largo del tiempo más que una plana.